# 张冰 (天体物理学家)
张冰（1968年—），男，山西人，中国天体物理学家，美国物理学会会士。1997-1998年於北京大學任講師，2004年起於内华达大学拉斯维加斯分校任助理教授，2008年起任副教授，2010年起任正教授，2020年起任内华达大学拉斯维加斯分校物理天文系杰出教授（Distinguished Professor）；2018-2021年，任内华达大学拉斯维加斯分校理學院副院長（研究）（Associate Dean for Research, College of Sciences）。2025年7月起，於香港大學理學院物理學系任講座教授（Chair Professor）。